# معركة الفراض
معركة الفِرَاض وقعت في شهر 15 ذي القعدة 12هـ المُوافق فيه 21 كانون الثاني (يناير) 634م، بين جيش الخلفاء الراشدين المُسلمين بقيادة خالد بن الوليد من جهة، الإمبراطورية الساسانية والبيزنطية وحلفاءها من نصارى العرب من جهة أخرى. وجرى بين الجانبين قتالٌ دمويٌّ رهيب انتصار فيه المسلمون وانتهى بهزيمة الحُلفاء وقتل أعداد كبيرة منهم.

## المعركة
لجأت فُلولُ الفُرس الناجية من معركة الحُصيد إلى الخنافس، وهي أرضٌ للعرب في طرف العراق قُرب الأنبار من ناحية البردان، فأدّى ذلك إلى ألقاء الرُعب في قُلوب سُكَّانها، ووهنت نُفوسُهم وفرَّ بعضُهم إلى المصيَّخ للاحتماء بها، ممَّا سهَّل مُهمَّة أبي ليلى، فدخلها دون قِتالٍ يوم 11 شعبان 12هـ المُوافق فيه 21 تشرين الأوَّل (أكتوبر) 633م. أُتيح لِخالد بعد هذه الانتصارات، أن يُهاجم المصيَّخ في مُحاولةٍ لِمنع الحُلفاء من الفُرس والعرب من إعادة تنظيم صُفوفهم، فاستدعى قادته، وهاجموا البلدة من ثلاثة محاور، وفاجأوا خُصومهم وهُم نائمون، وذلك في 19 شعبان 12هـ المُوافق فيه 29 تشرين الأوَّل (أكتوبر) 633م. بعد المصيِّخ، وضع المُسلمون موضعا الثنيّ والزُّميل، الواقعان بالجزيرة شرق الرِّصافة، نصب أعيُنهم، فاقتحموهما من ثلاثة محاور ونجحوا في دخولهما، كما وقعت الرضاب (موضع الرِّصافة قبل بنائها) في أيديهم، وذلك في 23 شعبان 12هـ المُوافق فيه 2 تشرين الثاني (نوڤمبر) 633م. بعد ذلك تحرَّك خالد بن الوليد ناحية الفراض على الحُدود المُشتركة بين الإمبراطوريتين البيزنطيَّة والساسانيَّة وعرب الجزيرة. فبعد أن بسط سُلطانُ المُسلمين على سواد العراق، أراد أن يؤمِّن حماية مؤخرة جيشه، حتَّى إذا اجتاز السّواد إلى فارس، كان مُطمئنًا لِما يُخلِّفُ وراءه. وكان الاندفاع الإسلامي حتَّى الفراض توغلًا في أرضٍ يحكُمها البيزنطيّون، ممَّا أثار هؤلاء، كما حقد الفُرس والعرب المُوالون لهم على المُسلمين قتنادوا للثأر ممَّا حلَّ بهم، وبِخاصَّةٍ تغلب وإياد والنمر، وزحفوا نحو الفراض.
قصد خالد إلى الفراض تخوم الشام والعراق والجزيرة، فأفطر رمضان في تلك السفرة التي اتصلت فيها الغزوات، فلما اجتمع المسلمون بالفراض حميت الروم واغتاظت، واستعانوا بمن يليها من مسالح أهل فارس، كما استمدوا العرب من تغلب وإياد والنمر بن قاسط فأمدوهم وناهضوا خالداً حتى إذا صار الفرات بينهم قالوا: « اما أن تعبروا الينا واما أن نعبر اليكم »، قال خالد: « بل اعبروا الينا، قالوا فتنحوا حتى نعبر »، فقال خالد : « لانفعل ولكن اعبروا أسفل منا »، فقالت الروم وفارس بعضهم لبعض احتسبوا ملككم. هذا رجل يقاتل على دين. وله عقل وعلم والله لينصرن ولنخذلن. ثم لم ينتفعوا بذلك. فعبروا أسفل من خالد. فلما تتاموا قالت الروم: امتازوا حتى نعرف اليوم ما كان من حسن أو قبيح من أينا يجيء ففعلوا واقتتلوا قتالاً شديداً طويلاً. وقال خالد للمسلمين: «ألحوا عليهم ولا ترفهوا عنهم»، فجعل صاحب الخيل يحشر منهم الزمرة برماح أصحابه، فإذا جمعوهم قتلوه، وقُتل من أعداء المسلمين عشرات الألوف، وأقام خالد في الفراض عشرة أيام، ثم أمر بالرجوع إلى الحيرة. وبعث خالد بالبشارة والفتح والخمس من الأموال والسبي إلى الصديق.
مشى خالد بن الوليد ومن معه من المسلمين وعلى رأسهم القعقاع بن عمرو إلى الفراض وقال القعقاع يصف موقعة الفراض:
انكسرت شوكة الفرس بعد هذه المعركة، ولم تقم لهم قوة حربية يخشاها الإسلام بعد هذه الموقعة. وتعد هذه المعركة خاتمة المعارك التي خاضها خالد بن الوليد في العراق، إذ تلقّى أمرًا من الخليفة بالتوجُّه إلى الشَّام لِنجدة الجُيوش الإسلاميَّة المُرابطة هُناك، فترك الحيرة بعد أن استخلف عليها عمرو بن حزم الأنصاري مع المُثنّى بن حارثة الشيباني. وقرر أن يؤدي فريضة الحج في سرّية تامة دون حتى أن يستأذن الخليفة. وبعد أن أتم حجه علم الخليفة فلامه ونهاه عن تكرار فعله مرة أخرى.
يقول ياقوت الحموي في معجم البلدان: (واجتمعت عليه الروم والعرب والفرس، فأوقع بهم وقعة عظيمة... قتل فيها مائة ألف)
قبل عدة سنوات لقي مقطع مصور تداولا واسعا يظهر فيه روي كاساغراندا، أستاذ العلوم السياسية بجامعة أوستن في الولايات المتحدة، وهو يتناول بالتحليل القدرات الإستراتيجية لخالد بن الوليد رضي الله عنه، من خلال استعراض جملة من المعارك والفتوحات التي خاضها بنفسه في العراق، وقد ركّز الأكاديمي الأميركي في حديثه بشكل خاص على معركة "الفِراض"، التي وقعت في المنطقة الممتدة بين القائم والبوكمال على الحدود العراقية السورية الحالية، وذلك في أواخر عام 12هـ/ 634م، حين اتحدت جيوش الفرس والروم لمواجهة قوات المسلمين.
ما أثار الاهتمام في حديث كاساغراندا، وأسهم في انتشار المقطع على نطاق واسع؛ مقارنته حجم القوات الإسلامية المحدود آنذاك وتجهيزاتها العسكرية المتواضعة بما لدى القوى الكبرى التي واجهتها من جيوش وعتاد، في ظل طبيعة جغرافية معقدة وصعبة، وبرغم هذه المعطيات أبرز حديثه كيف استطاع خالد بن الوليد أن يحقق نصرا حاسما في تلك المعركة، ممهّدا بذلك الطريق لفتح غرب العراق بأسره. المصدر: موقع الجزيرة.

## رأي موير
قال السيد وليم موير في كتابه: « الخلافة » عند ذكر هذه الموقعة صفحة (61) طبعة سنة 1924 للميلاد، ان هذا العدد (100,000) خرافي ويريد بذلك أنه عدد عظيم غير معقول إلا أن المؤرخين لم يذكروا عدد جيش خالد ولا عدد جيش العدو، والذي نعلمه أن جيش العدو كان عظيماً، لأنه جيش متحد مؤلف من ثلاثة جيوش:
« جيش الفرس » و « جيش الروم » و « جيش العرب » الذين انضموا اليهم، فاذا كانت الموقعة انتهت بانهزام هذه الجيوش انهزاماً تاماً فلا بد أن يكون عدد القتلى كبيراً، فان لم يكن مئة ألف بالضبط كما رواه الطبري فهو يقرب من ذلك.